# 班尼奥安齐诺
班尼奥安齐诺（義大利語：Bannio Anzino），是意大利韦尔巴诺-库西亚-奥索拉省的一个市镇。总面积38平方公里，人口538人，人口密度14.2人/平方公里（2009年）。ISTAT代码为103007。